# بوشرويط
بوشرويط (بالفرنسية: Boucharouite)‏ (تدريج لـ أبو الأشرطة) هو أحد أنواع الزرابي في شمال أفريقيا يصنع من بقايا الألبسة وأتواب الخردة التي تمزق إلى أشرطة وتنسج معا لصنع سجاد وبالتالي فهو يعد أحد صناعات إعادة التدوير ورغم أنه في الماضي نظر إليه بدونية، إلا أنه في الوقت الحالي تم إعادة تعريفه كعمل فني راقي وعرضه بمعارض عالمية بكل من نيويورك وباريس ومراكش.

## معرض الصور

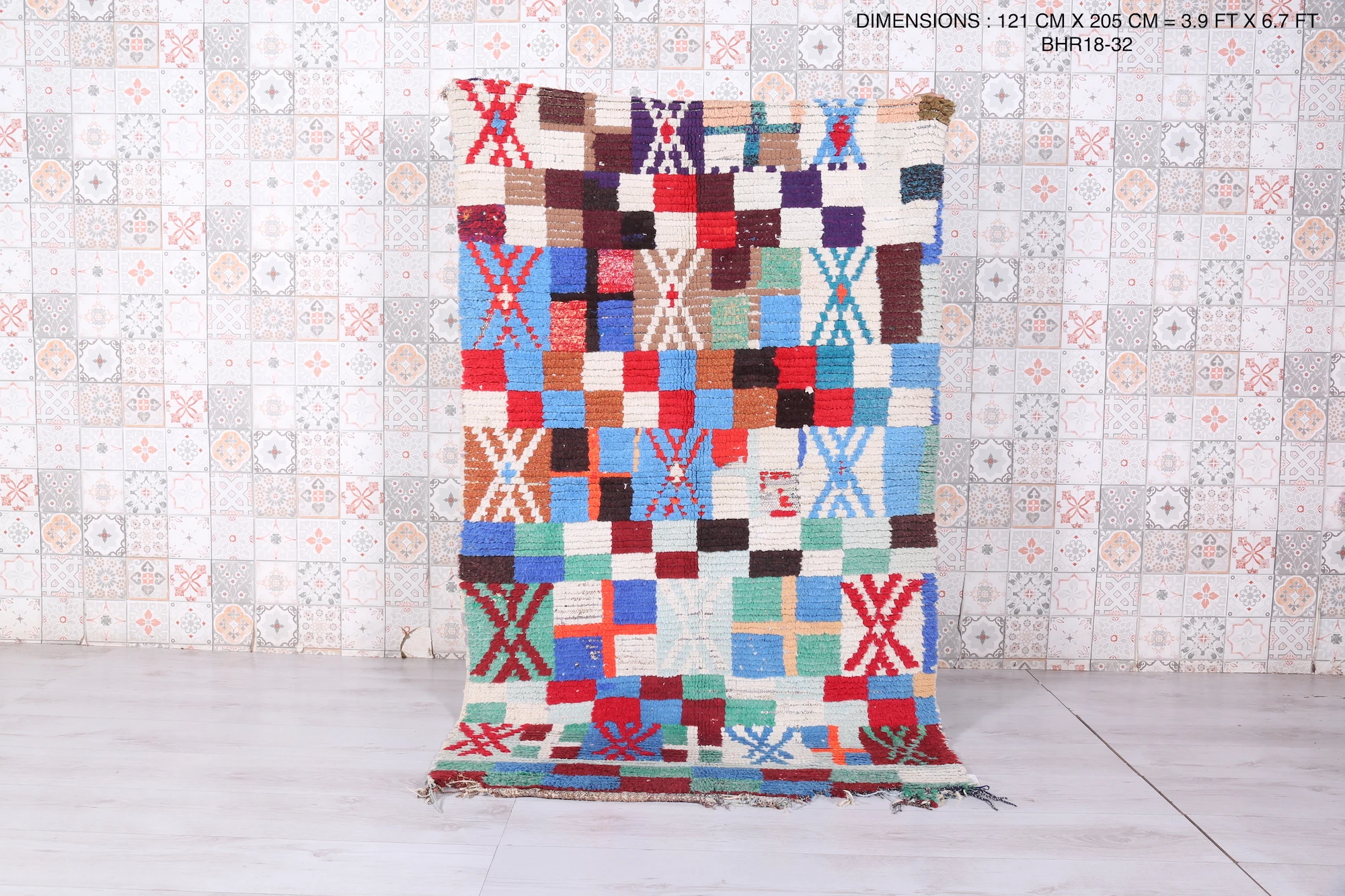
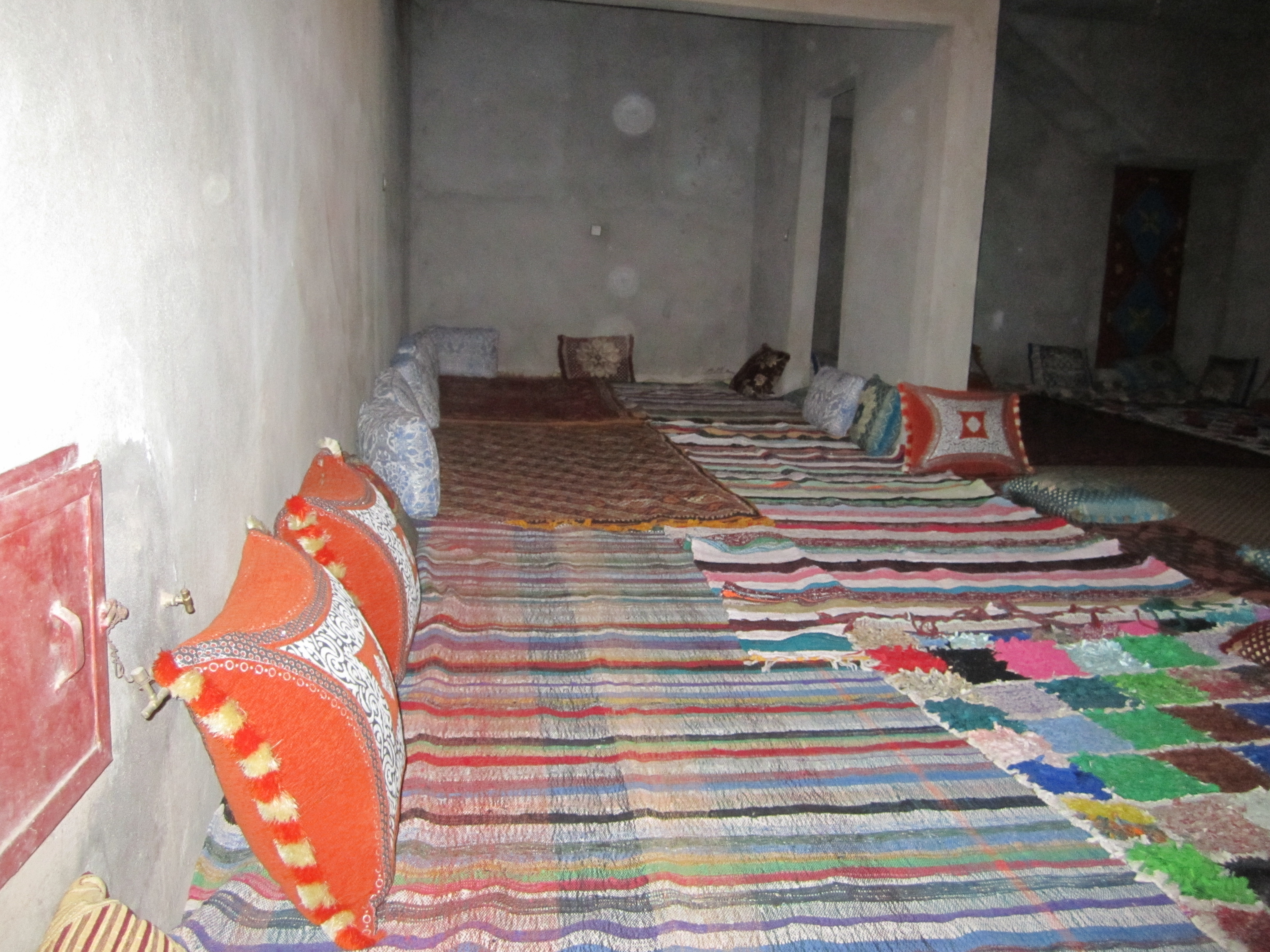
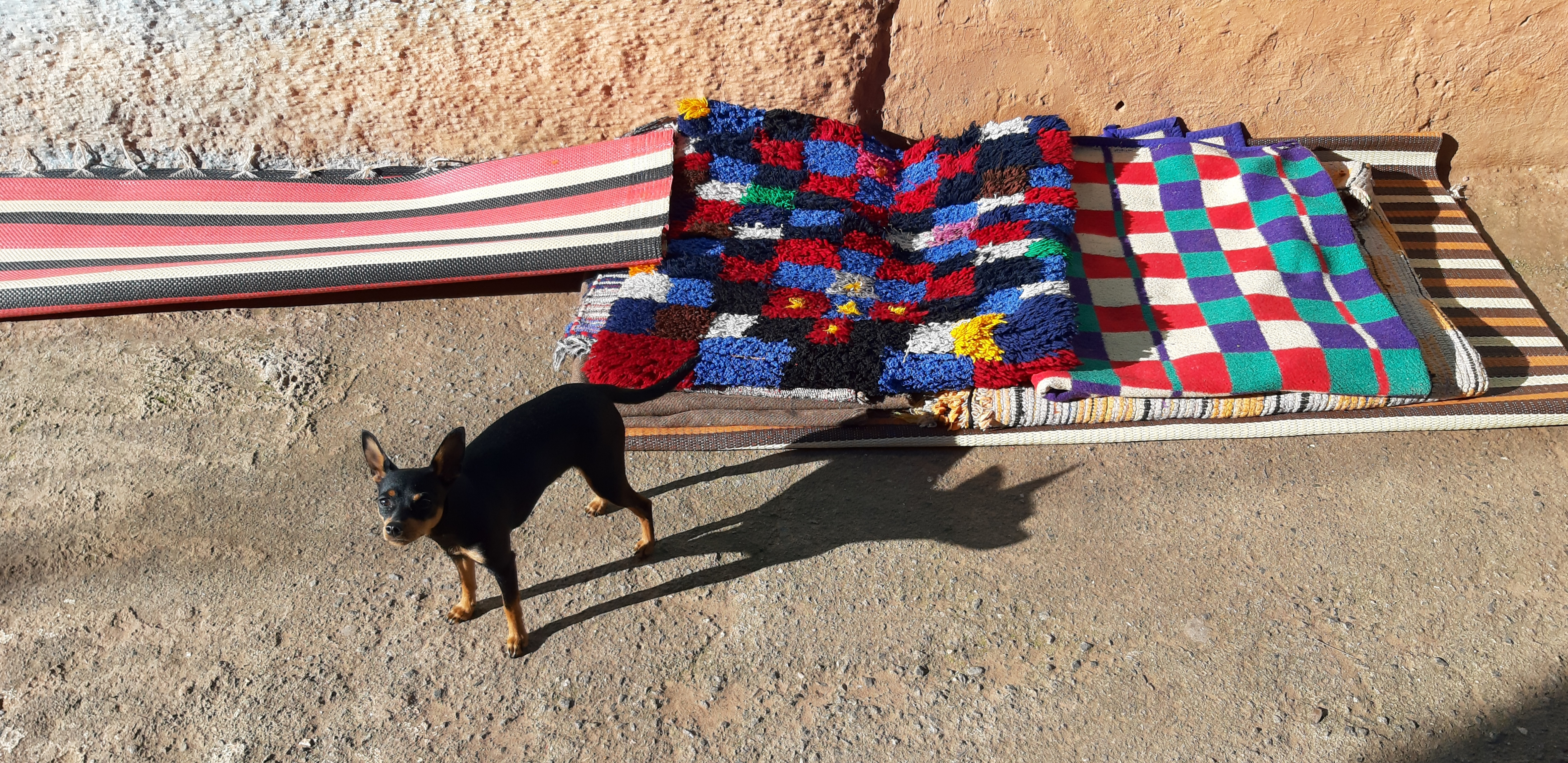
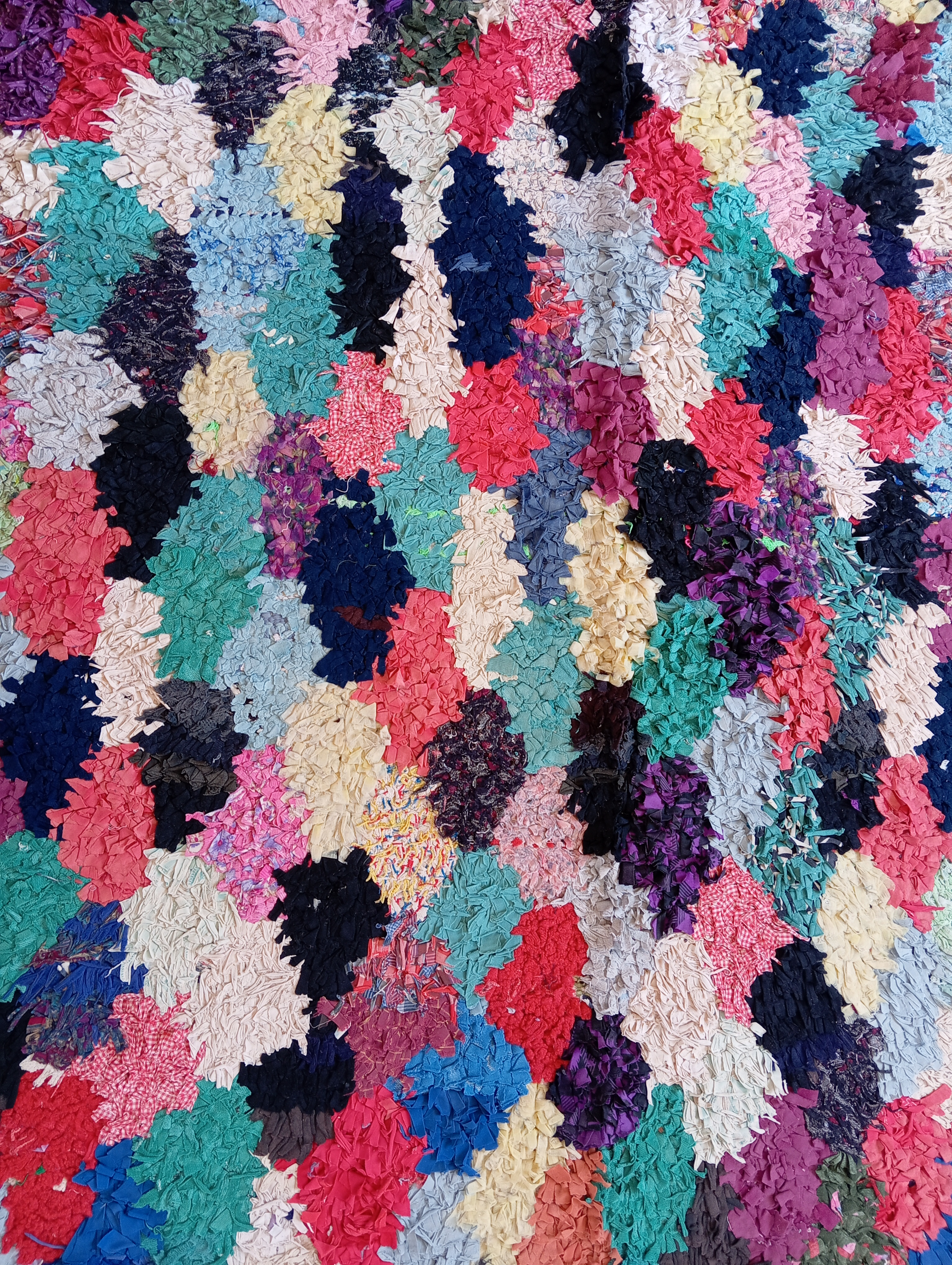